# François Durand (évêque)
Pour les articles homonymes, voir François Durand.
François Durand, né le 14 novembre 1973 au Puy-en-Velay, est un évêque catholique français, évêque de Valence depuis le 5 janvier 2024.

## Biographie

### Formation
Après une formation à l'Institut national des sciences appliquées de Lyon où il obtient le diplôme d'ingénieur en Physique des Matériaux en 1996,, François Durand intègre le séminaire interdiocésain Saint Charles d’Avignon et le séminaire universitaire de Lyon. 
Il poursuit ses études en 2009 pendant une année à l’Université catholique de Lyon et devient docteur en théologie en 2011.  
Il a été enseignant en théologie pastorale à l'Université catholique de Lyon de 2012 à 2014.

### Prêtre
Il est ordonné prêtre le 30 juin 2002 pour le diocèse de Mende. De 2002 à 2009, il est vicaire de la paroisse de Mende et responsable de la pastorale diocésaine des jeunes. De 2010 à 2013, il est curé de la paroisse de Saint-Chély-d'Apcher, vicaire épiscopal pour la formation permanente et la coordination des services diocésains et référent pour la pastorale des jeunes.
De 2012 à 2014, il est professeur de théologie pastorale à la Faculté de Théologie de l'Université catholique de Lyon et de 2015 à 2021, formateur pour les candidats au diaconat permanent. En 2013, il devient vicaire général du diocèse de Mende et modérateur de la curie diocésaine. En 2017, il devient curé modérateur de la paroisse de Mende.

### Évêque
Le 5 janvier 2024, le pape François le nomme évêque de Valence. Il est ordonné le 10 mars 2024 par Olivier de Germay, archevêque de Lyon, assisté de Pierre-Yves Michel, évêque de Nancy-Toul et précédent évêque de Valence, et Benoît Bertrand, évêque de Mende, en présence de Celestino Migliore, nonce apostolique en France. Il prend part à sa première messe en la cathédrale Saint-Apollinaire de Valence le dimanche 17 mars, et prend donc possession de sa cathèdre.